# 中屋村
中屋村（なかやむら）はかつて岐阜県羽島郡に存在した村である。

## 概要
羽島郡の東端に位置した。村名は、かつてこの地域の郷、中屋郷に由来する。
現在の各務原市の大佐野町、神置町、上中屋町、下中屋町、成清町、松本町などに該当する。

## 大字
- 松本
- 上中屋
- 下中屋
- 大佐野
- 小佐野
- 成清
- 神置

## 歴史
- 1884年（明治17年） - 松本村、上中屋村、下中屋村、大佐野村、成清村、神置村で組合役場を下中屋村に設置[1]。
- 1897年（明治30年）4月1日 - 松本村、上中屋村、下中屋村、大佐野村、成清村、神置村の6村が合併し中屋村が成立。
- 1955年（昭和30年）2月11日 - 稲葉郡更木村・前宮村と合併し稲羽町成立、中屋村廃止。

## 小・中学校
- 中屋村立敬恪小学校（現・各務原市立稲羽西小学校）
- 組合立共和中学校（中屋村と更木村の学校組合立中学校）

## 神社・仏閣
- 河野西入坊
- 天神神社
- 春日神社